# La prima invenzione di Archimede
La prima invenzione di Archimede (Gyro's First Invention) è una storia a fumetti della Walt Disney, scritta e disegnata da Don Rosa, realizzata per festeggiare il 50º anniversario della creazione del personaggio di Archimede Pitagorico (introdotto da Carl Barks nel 1952); inoltre essa offre una giustificazione a una questione di continuity, dato che Paperone aveva perso il suo denaro al termine di Paperino e il ventino fatale ma ne era tornato in possesso in qualche modo nelle storie successive.
La storia compare in italiano nel gennaio 2003 su Zio Paperone n. 160.

## Trama
Paperino va da Fulton Pitagorico per farsi riparare una lampada (futuro corpo di Edi) e viene mandato dal figlio Archimede che sta costruendo una scatola (vedi Paperino e le scatole pensanti) e chiede aiuto all'inventore per recuperare il denaro di Paperone che è finito in una caverna sotto il deposito in seguito al troppo peso dovuto al troppo denaro (eventi narrati in Paperino e il ventino fatale). 
Con le scarpette silenziose da bambola di Ely, Emy ed Evy e la lampada di Paperino caduta nelle scatole pensanti, Archimede inventa Edi che va a prendere abbastanza soldi con cui inventare un tipo di elio potentissimo per poter sollevare tutto il denaro in una sola volta. Come sempre però gli eventi prendono una piega inaspettata e solo grazie all'aiuto del piccolo Edi le cose si risolvono.
Edi diventa il migliore amico di Archimede, e Paperino, per non far soffrire Archimede, gli regala quindi la lampadina.